# Центральний стадіон (Казань)
«Центральний стадіон» (рос. Центральный стадион / тат. Үзәк стадион) — стадіон у Казані, домашня футбольна арена ФК «Рубін», знаходиться на площі Тисячоліття. У комплексі зі стадіоном розташований критий футбольно-легкоатлетичний манеж.

## Історія
Архітектор стадіону — В.Є. Портянкін.
Початкова назва стадіону — «Центральний стадіон імені В. І. Ульянова-Леніна». Введений в експлуатацію 25 червня 1960 року, вміщував 30 000 глядачів.
Перший матч на ньому відбувся 21 серпня 1960 року: казанський футбольний клуб «Іскра» приймав команду «Металург» з Каменська-Уральського. Гра завершилася з рахунком 4:1 на користь господарів.
У 1962-1967 роках стадіон також був домашньою ареною хокейної команди «Спортивний клуб імені Урицького» (нині — хокейний клуб «Ак Барс»).
У 2001-2005 роках стадіон частково реконструювався.
У 2005-2007 роках при стадіоні був побудований футбольно-легкоатлетичний манеж. Відкритий 29 серпня 2007 року.
У 2010 році Центральний стадіон був сертифікований УЄФА як стадіон четвертої категорії.
Окрім цього, в рамках підготовки до проведення Літньої Універсіади 2013 року, у 2012 році здійснювалася реконструкція Центрального стадіону й футбольно-легкоатлетичного манежу, яка передбачала розширення автостоянки з 90 до 250 машиномісць, заміну покрівлі, заміну бігових доріжок і дренажної системи, пристрій секторів для стрибків, метання молоту, метання диска та штовхання ядра, ремонт підтрибунних приміщень й оснащення їх новими комунікаціями. Через реконструкцію Східної трибуни місткість стадіону зменшиться й становитиме 25 400 місць.
6 вересня 2013 на стадіоні проходив матч кваліфікаційного раунду XX чемпіонату світу Росія - Люксембург (4:1).

## Використання комплекса
Центральний стадіон використовується для проведення футбольних матчів чемпіонатів Росії серед команд прем'єр-ліги, Ліги Чемпіонів, Ліги Європи, а також для проведення змагань з легкої атлетики різного масштабу.
На Центральному стадіоні пройшов легкоатлетичний турнір Літньої Універсіади 2013 року.
На стадіоні та манежі організовуються навчально-тренувальні заняття ДЮСШ «Ак Буре» з легкої атлетики, ДЮСШ № 1 зі спортивної гімнастики, СДЮСШОР «Рубін».

## Основні характеристики комплекса
Центральний стадіон:
- Розмір поля — 110×73 м, розмітки — 105×68 м[1].
- Освітлення поля — 1385 люкс.
- Трав'яний покрив — Motomatic (Швейцарія).
- Кількість трибун — 4.
- Повністю обладнаний пластиковими сидіннями.
- VIP-ложі — 133 місця
- Відеотабло — кольорове.
- Бігові доріжки — 8 кругових доріжок по 400 м і 2 прямі доріжки.
- Сектора для стрибків.

Футбольно-легкоатлетичний манеж Центрального стадіону:
- Розмір манежу — 178×91,24 м.
- Висота — 24 м.
- Розмір поля — 105×68 м.
- Освітлення футбольного поля — 500 люкс.
- Покриття поля — штучне Prestige XM (Evolution) (Франція).
- Місткість телескопічних трибун — 1100 осіб.
- Бігові доріжки — 5 чотирьохсотметрових та 7 стометрових доріжок.
- Сектора для стрибків і штовхання ядра, яма для стіплчеза.
- Спортивні зали — гімнастичний та ігровий.

## Внутрішні приміщення стадіону
На першому поверсі Західної трибуни розміщені роздягальні для спортсменів, адміністративні приміщення, кімнати медичного обслуговування й допінг-контролю, цех-оранжерея з відновлення трав'яного покриття футбольного поля та стоянки для обслуговуючої техніки.
На першому поверсі підтрибунного простору Східної частини стадіону, яка виходить фасадом на площу Тисячоліття (Ярмаркову площу) і Казанський кремль, розміщені торгові ряди й квиткові каси, другий поверх займає обхідна засклена галерея з видом на кремль.
На другому поверсі розміщуються два тренувальних залу розміром 30×21 м, дитячий гімнастичний зал, зали аеробіки й буфети для глядачів. Приміщення верхнього рівня займають кафе, бари, казино і VIP-зона.
У 2013 році на стадіоні було відкрито перший клубний магазин «Рубіна».